# Урей (округ)
Уре́й (англ. Ouray County) — округ в штате Колорадо, США. Официально образован в 1877 году. По состоянию на 2010 год, численность населения составляла 4 436 человек. Округ получил название «Американской Швейцарии».

## География
По данным Бюро переписи США, общая площадь округа равняется 1 403,781 км2, из которых 1 403,781 км2 суша и 1,554 км2 или 0,100 % это водоёмы.

## Население
По данным переписи населения 2000 года в округе проживает 3 742 жителей в составе 1 576 домашних хозяйств и 1 123 семей. Плотность населения составляет 3,00 человека на км2. На территории округа насчитывается 2 146 жилых строений, при плотности застройки около 2,00-х строений на км2. Расовый состав населения: белые — 96,34 %, афроамериканцы — 0,08 %, коренные американцы (индейцы) — 0,94 %, азиаты — 0,35 %, гавайцы — 0,05 %, представители других рас — 0,53 %, представители двух или более рас — 1,71 %. Испаноязычные составляли 4,06 % населения независимо от расы.
В составе 28,60 % из общего числа домашних хозяйств проживают дети в возрасте до 18 лет, 61,40 % домашних хозяйств представляют собой супружеские пары проживающие вместе, 6,50 % домашних хозяйств представляют собой одиноких женщин без супруга, 28,70 % домашних хозяйств не имеют отношения к семьям, 23,50 % домашних хозяйств состоят из одного человека, 5,50 % домашних хозяйств состоят из престарелых (65 лет и старше), проживающих в одиночестве. Средний размер домашнего хозяйства составляет 2,36 человека, и средний размер семьи 2,77 человека.
Возрастной состав округа: 22,50 % моложе 18 лет, 4,10 % от 18 до 24, 27,20 % от 25 до 44, 34,10 % от 45 до 64 и 34,10 % от 65 и старше. Средний возраст жителя округа 43 лет. На каждые 100 женщин приходится 102,10 мужчин. На каждые 100 женщин старше 18 лет приходится 100,80 мужчин.
Средний доход на домохозяйство в округе составлял 42 019 USD, на семью — 49 776 USD. Среднестатистический заработок мужчины был 35 141 USD против 26 176 USD для женщины. Доход на душу населения составлял 24 335 USD. Около 6,00 % семей и 7,20 % общего населения находились ниже черты бедности, в том числе — 8,00 % молодёжи (тех, кому ещё не исполнилось 18 лет) и 2,90 % тех, кому было уже больше 65 лет.